# 尤里乌什·隆美尔
尤里乌什·卡罗尔·隆美尔（波蘭語：Juliusz Karol Rómmel，1881年6月3日—1967年9月8日）。他在波俄战争中军衔已经是上校，官拜骑兵师的师长，被认为是当时最卓越的骑兵指挥官之一。他也是德國陸軍元帥埃爾溫·隆美爾的遠親。
1903年毕业于圣彼得堡的炮兵学校，1904年参加日俄战争。1914年参加第一次世界大战。1917年俄国二月革命后，加入波兰第2军。1918年加入约瑟夫·毕苏斯基领导的波兰陆军，后参与苏波战争。 1922年晋升为将军，1929年又担任波军的总监察长，德军入侵之时，他被任命为罗兹集团军的司令官，该集团军拥有10，28，30三个步兵师，44步兵师的基干，第2轻装师，还有1个步兵旅和2个骑兵旅等等。负责防卫以波兰第二大都市罗兹为中心的波兰中部地带。部队被敌军击破以后，他率领残部退守华沙，并在短期内总督华沙军政，他得到了另外四个预备师的补充，编成华沙集团军并担任司令官奉命防卫首都。尽管补充部队多为缺乏训练的后备军人，但是他们还是抵抗到了9月27日，当德军攻入了这个废墟时，他的部队也几乎全军覆没。
波兰沦陷以后，他被德军俘获关押，被俘以前下令组建波蘭家鄉軍，实行抵抗运动，该军在1944年进行了华沙起义。
1945年，美军第12装甲师解放了关押着他的穆尔瑙战俘营，随他一同被解放的还有包括22名波兰将军在内的5,000名波兰人。
他在战后退役，于1967年以86高龄去世。

## 資料來源
1. ↑  Eger, Christopher, , [hqqp://www.suite101.com/content/the-combat-record-of-the-konarmia-a33490] suite101.com, 16 October 2007 外部链接存在于|publisher= (帮助)